# Alfred Preußner
Friedrich August Alfred Preußner (* 12. November 1929 in Gevelsberg; † 30. November 2019 in Bensheim-Auerbach) war Politiker der FDP, Friseurunternehmer und Ehrenpräsident des  Zentralverbandes des Deutschen Friseurhandwerks.

## Ausbildung und Beruf
Der Sohn eines frühverstorbenen Lackierers und einer Friseurin machte im Salon seiner Mutter eine Ausbildung zum Friseur, legte die Gesellen- und Meisterprüfung im Friseurhandwerk erfolgreich ab, um zusammen mit seiner ersten Ehefrau und seiner Mutter selbständig arbeiten zu können. Mit seiner ersten Ehefrau Helga Preußner eröffnete er einen eigenen Friseursalon in Gevelsberg.

## Politik
Politisch orientierte und engagierte sich Preußner in der FDP, deren Ortsverband Gevelsberg er lange Jahre als Vorsitzender leitete. Als Kreistagsabgeordneter der Liberalen im Ennepe-Ruhr-Kreis fungierte er 10 Jahre lang, eine Bundestagskandidatur blieb ohne den erwünschten Erfolg. Nach über 45-jähriger Mitgliedschaft trat er aus der FDP aus.

## Berufsständische Ämter
Als Vorsitzender des Innungsverbandes des Friseurhandwerks Westfalen-Lippe, den er 33 Jahre lang leitete, machte er sich vor allem um die Förderung der regionalen Mittelstandspolitik und die Ausbildung junger Menschen, insbesondere auch benachteiligter Jugendlicher, verdient.
Von 1987 bis 2002 war er Präsident des Zentralverbandes des Deutschen Friseurhandwerks. Während der letzten Jahre als Präsident wurde er auch zum Vizepräsidenten des Zentralverbandes des Deutschen Handwerks gewählt. Er übernahm auch im Weltverband der Friseure Führungsaufgaben und holte unter anderem die Weltmeisterschaft des Friseurhandwerks zweimal nach Deutschland. Auch nach seinem Ausscheiden war er als Referent in handwerkspolitischen, verbandstheoretischen und Friseurhandwerk-spezifischen Bereichen aktiv.
Er lebte ab 2008 mit seiner Frau in Bensheim an der Bergstraße.

## Auszeichnungen
- Verdienstorden des Landes Nordrhein-Westfalen (2008)[3]
- Großes Verdienstkreuz der Bundesrepublik Deutschland (2000)[4]
  - Verdienstkreuz 1. Klasse des Verdienstordens der Bundesrepublik Deutschland (1992)
  - Verdienstkreuz am Bande (1982)
- Ehrenpräsident des Zentralverband des Deutschen Friseurhandwerks
- Ehrenvorsitzender des Landesinnungsverbandes Westfalen-Lippe (jetzt: Friseur- und Kosmetikverband NRW)
- Handwerkszeichen in Gold vom Zentralverband des Deutschen Handwerks
- erster Träger des Nessler-Preises (1996)

## Werke
- Preußner, Alfred: Erfolg ist nicht ohne Schatten, 2008, ISBN 3-8448-9659-7 (Autobiographie).
- Preußner, Alfred: Die Selbsttäuschung unserer Anspruchsgesellschaft, 2012, ISBN 978-3-8448-4916-5